# Ronde van Groot-Brittannië (mannen)
De Ronde van Groot-Brittannië (Engels: Tour of Britain) is een meerdaagse wielerwedstrijd die jaarlijks wordt gehouden in Groot-Brittannië. Sinds 2014 rijden de vrouwen ook een soortgelijke wedstrijd.

## Geschiedenis
De eerste edities waren amateurkoersen. De wedstrijden vonden onder verschillende namen plaats. In 1951 waren er drie verschillende edities en van 1952-1955 jaarlijks twee verschillende edities. In 1958 werd The Milk Marketing Board (MMB) de hoofdsponsor en ging de wedstrijd als de Milk Race verder. In deze reeks boekten vier Nederlanders vijf overwinningen. Fedor den Hertog won de edities van 1969 en 1971, Hennie Kuiper in 1972, in 1973 won Piet van Katwijk en Roy Schuiten won in 1974. In 1985 werd de wedstrijd ook opengesteld voor professionals. In 1993 werd de laatste Milk Race verreden.
Ondertussen was in 1987 de professionele Kellogg's Tour van start gegaan en die in 1994 voor de laatste keer werd georganiseerd. In 1998 en 1999 kreeg deze koers onder de naam Prudential Tour twee jaar een vervolg. In 1990 won de Belg Michel Dernies de ronde en de laatste editie werd door de Belg Marc Wauters gewonnen.
In 2004 ging andermaal een professionele wedstrijd als Ronde van Groot-Brittannië van start. Deze wedstrijd vindt plaats aan het eind van de maand augustus, begin september. Sinds 2005 maakt de Ronde van Groot-Brittannië deel uit van het Europese continentale circuit van de UCI, de UCI Europe Tour. De Belg Nick Nuyens won deze ronde in 2005 en de Nederlanders Dylan van Baarle (2014) en Lars Boom won de ronde zelfs tweemaal in 2011 en 2017.
In juli 2014 werd de overwinning van Jonathan Tiernan-Locke in 2012 geschrapt als gevolg van onregelmatigheden in zijn biologisch paspoort.

## Lijst van winnaars

### Meervoudige winnaars
| Overwinningen | Renner               | Land      | Jaren      |
| ------------- | -------------------- | --------- | ---------- |
| 2             | Phil Anderson        | Australië | 1991, 1993 |
| 2             | Edvald Boasson Hagen | Noorwegen | 2009, 2015 |
| 2             | Lars Boom            | Nederland | 2011, 2017 |
| 2             | Wout van Aert        | België    | 2021, 2023 |

### Overwinningen per land
| Overwinningen | Land                                              |
| ------------- | ------------------------------------------------- |
| 7             | Verenigd Koninkrijk                               |
| 5             | België                                            |
| 4             | Australië, Nederland                              |
| 3             | Frankrijk                                         |
| 2             | Noorwegen                                         |
| 1             | Colombia, Denemarken, Italië, Zwitserland, Spanje |

1987 · 
1988 · 
1989 · 
1990 · 
1991 · 
1992 · 
1993 · 
1994 · 
1995 · 
1996 · 
1997 · 
1998 · 
1999 · 
2000 · 
2001 · 
2002 · 
2003 · 
2004 · 
2005 · 
2006 · 
2007 · 
2008 · 
2009 · 
2010 · 
2011 · 
2012 · 
2013 · 
2014 · 
2015 · 
2016 ·
2017 · 
2018 ·
2019 ·
2020 · 
2021 · 
2022 · 
2023 · 
2024 ·
2005 · 
2006 · 
2007 · 
2008 · 
2009 · 
2010 · 
2011 · 
2012 · 
2013 · 
2014 · 
2015 · 
2016 · 
2017 ·
2018 ·
2019 ·
2020 ·
2021 ·
2022 ·
2023 ·
2024 ·
2025
Belangrijkste etappewedstrijden

Internationaal Wegcriterium · Driedaagse Brugge-De Panne · Ronde van de Alpen · Vierdaagse van Duinkerke · Ronde van Beieren · Ronde van Noorwegen · Ronde van België · Ronde van Luxemburg · Ronde van Oostenrijk · Ronde van Wallonië · Ronde van Burgos · Ronde van Denemarken · Arctic Race of Norway · Ronde van Groot-Brittannië
Belangrijkste eendaagse wedstrijden

Trofeo Laigueglia · GP Lugano · GP Nobili Rubinetterie · Dwars door Vlaanderen · Scheldeprijs · Brabantse Pijl · GP Kanton Aargau · Brussels Cycling Classic · GP Fourmies · Primus Classic Impanis-Van Petegem · Ronde van de Drie Valleien · Milaan-Turijn · Ronde van Piemonte · Ronde van het Münsterland · Ronde van Emilia · Parijs-Tours · GP Bruno Beghelli